# Casa Narcís Argemí
La Casa Narcís Argemí, o Magatzem Narcís Argemí, és un edifici d'estil neoclàssic situat al centre de Terrassa (Vallès Occidental), situat al carrer de Joaquim de Paz, protegit com a bé cultural d'interès local

## Descripció
La Casa Narcís Argemí es tracta d'un immoble construït entre mitgeres, de planta baixa i pis edificat sobre un solar de planta rectangular. La façana és simètrica i presenta tres obertures per pis. El pis superior és el que compta amb més ornaments clàssics. L'obertura central mostra un frontó encorvat i un balcó en voladís. Aquest balcó central té una barana de ferro.
Cal destacar-ne l'ornamentació de caràcter classicista, de pedra artificial, amb frontons triangulars i corbats, frisos formant greques, cornises motllurades, mènsules, pilastres, capitells corintis, etc.; tot conjugat seguint els corrents estilístics propis de l'esteticisme terrassenc, que confereixen a l'edifici un cert caràcter senyorial.
Les finestres estan enreixades amb un ferro forjat de formes geomètriques i estil grec, i estan recolzades sobre un sòcol de pedra.

## Història
L'any 1892, l'arquitecte Rafael Puig i Puig és l'encarregat de remodelar la façana de dos casals que ocupaven els núm. 54 i 56 del carrer Joaquim de Paz de Terrassa (Districte I).
L'edifici, que aleshores era un magatzem tèxtil, va tenir després altres destinacions, com ara col·legi i escola de música. Durant un temps va ser candidat a allotjar la seu dels Minyons de Terrassa, però finalment no s'hi van instal·lar. A mitjans de la dècada del 1990 fou objecte d'una restauració que només en va conservar la façana, mentre que l'interior va ser totalment fet de nou i reconvertit en quatre habitatges.